# 1996年のワールドシリーズ
1996年の野球において、メジャーリーグベースボール（MLB）優勝決定戦の第92回ワールドシリーズ（英語: 92nd World Series）は、10月20日から26日にかけて計6試合が開催された。その結果、ニューヨーク・ヤンキース（アメリカンリーグ）がアトランタ・ブレーブス（ナショナルリーグ）を4勝2敗で下し、18年ぶり23回目の優勝を果たした。
両チームの対戦は、1958年以来36年ぶり3回目。また、ヤンキースのシリーズ出場は1981年以来15年ぶりである。ヤンキースとしては1921年の初出場以降、最も長期間シリーズ出場から遠ざかっていたことになる。連続不出場記録を止めた今シリーズでは、初戦から2連敗のあと4連勝で優勝を決めた。ヤンキースGMのボブ・ワトソンは、アフリカ系アメリカ人史上初のシリーズ優勝GMとなった。相手のブレーブスにとっては、翌シーズンから本拠地球場をターナー・フィールドに移すため、今シリーズ第3戦からの3試合がアトランタ・フルトン・カウンティ・スタジアムでの最後の試合となったが、全敗に終わりシリーズ制覇も逃した。シリーズMVPには、第3戦からの4連投で全てセーブを記録し、5試合4.1イニングで防御率2.08という成績を残したヤンキースのジョン・ウェッテランドが選出された。

## 試合結果
1996年のワールドシリーズは10月20日に開幕し、途中に移動日を挟んで7日間で6試合が行われた。日程・結果は以下の通り。
| 日付                                                      | 試合  | ビジター球団（先攻）     | スコア   | ホーム球団（後攻）       | 開催球場                                      | 開催球場                                                            |
| --------------------------------------------------------- | ----- | ------------------------ | -------- | ------------------------ | --------------------------------------------- | ------------------------------------------------------------------- |
| 10月19日（土）                                            | 第1戦 | 雨天順延                 | 雨天順延 | 雨天順延                 | ヤンキー・スタジアム                          | ヤンキー・スタジアムアトランタ・フルトン・ · カウンティ・スタジアム |
| 10月20日（日）                                            | 第1戦 | アトランタ・ブレーブス   | 12－1    | ニューヨーク・ヤンキース | ヤンキー・スタジアム                          | ヤンキー・スタジアムアトランタ・フルトン・ · カウンティ・スタジアム |
| 10月21日（月）                                            | 第2戦 | アトランタ・ブレーブス   | 4－0     | ニューヨーク・ヤンキース | ヤンキー・スタジアム                          | ヤンキー・スタジアムアトランタ・フルトン・ · カウンティ・スタジアム |
| 10月22日（火）                                            | 第3戦 | ニューヨーク・ヤンキース | 5－2     | アトランタ・ブレーブス   | アトランタ・フルトン・ カウンティ・スタジアム | ヤンキー・スタジアムアトランタ・フルトン・ · カウンティ・スタジアム |
| 10月23日（水）                                            | 第4戦 | ニューヨーク・ヤンキース | 8－6     | アトランタ・ブレーブス   | アトランタ・フルトン・ カウンティ・スタジアム | ヤンキー・スタジアムアトランタ・フルトン・ · カウンティ・スタジアム |
| 10月24日（木）                                            | 第5戦 | ニューヨーク・ヤンキース | 1－0     | アトランタ・ブレーブス   | アトランタ・フルトン・ カウンティ・スタジアム | ヤンキー・スタジアムアトランタ・フルトン・ · カウンティ・スタジアム |
| 10月25日（金）                                            |       | 移動日                   | 移動日   | 移動日                   |                                               | ヤンキー・スタジアムアトランタ・フルトン・ · カウンティ・スタジアム |
| 10月26日（土）                                            | 第6戦 | アトランタ・ブレーブス   | 2－3     | ニューヨーク・ヤンキース | ヤンキー・スタジアム                          | ヤンキー・スタジアムアトランタ・フルトン・ · カウンティ・スタジアム |
| 優勝：ニューヨーク・ヤンキース（4勝2敗 / 18年ぶり23度目） |       |                          |          |                          |                                               | ヤンキー・スタジアムアトランタ・フルトン・ · カウンティ・スタジアム |

### 第1戦 10月20日
- ヤンキー・スタジアム（ニューヨーク州ニューヨーク市ブロンクス区）

|                          | 1 | 2 | 3 | 4 | 5 | 6 | 7 | 8 | 9 | R  | H  | E |
| ------------------------ | - | - | - | - | - | - | - | - | - | -- | -- | - |
| アトランタ・ブレーブス   | 0 | 2 | 6 | 0 | 1 | 3 | 0 | 0 | 0 | 12 | 13 | 0 |
| ニューヨーク・ヤンキース | 0 | 0 | 0 | 0 | 1 | 0 | 0 | 0 | 0 | 1  | 4  | 1 |

1. 勝利：ジョン・スモルツ（1勝）
2. 敗戦：アンディ・ペティット（1敗）
3. 本塁打
ATL：アンドリュー・ジョーンズ1号2ラン・2号3ラン、フレッド・マグリフ1号ソロ
4. 審判
［球審］ジム・エバンス（AL）
［塁審］一塁: テリー・テイタ（NL）、二塁: ティム・ウェルキー（AL）、三塁: スティーブ・リプリー（NL）
［外審］左翼: ラリー・ヤング（AL）、右翼: ジェリー・デービス（NL）
5. 試合開始時刻: 東部夏時間（UTC-4）午後7時40分  試合時間: 3時間10分  観客: 5万6365人  気温: 53°F（11.7°C）
詳細: MLB.com Gameday / Baseball-Reference.com

| アトランタ・ブレーブス | アトランタ・ブレーブス | アトランタ・ブレーブス | アトランタ・ブレーブス | アトランタ・ブレーブス                                                                                           | ニューヨーク・ヤンキース | ニューヨーク・ヤンキース | ニューヨーク・ヤンキース | ニューヨーク・ヤンキース | ニューヨーク・ヤンキース |
| ---------------------- | ---------------------- | ---------------------- | ---------------------- | --- | ------------------------ | ------------------------ | ------------------------ | ------------------------ | --- |
| 打順                   | 守備                   | 選手                   | 打席                   | J・スモルツJ・ロペスF・マグリフM・レムキーC・ジョーンズJ・ブラウザーA・ジョーンズM・グリッソムJ・ダイR・クレスコ | 打順                     | 守備                     | 選手                     | 打席                     | A・ペティットJ・レイリッツT・マルティ · ネスM・ダンカンW・ボッグスD・ジーターD・ストロベリーB・ウィリアムスP・オニールC・フィルダー |
| 1                      | 中                     | M・グリッソム          | 右                     | J・スモルツJ・ロペスF・マグリフM・レムキーC・ジョーンズJ・ブラウザーA・ジョーンズM・グリッソムJ・ダイR・クレスコ | 1                        | 遊                       | D・ジーター              | 右                       | A・ペティットJ・レイリッツT・マルティ · ネスM・ダンカンW・ボッグスD・ジーターD・ストロベリーB・ウィリアムスP・オニールC・フィルダー |
| 2                      | 二                     | M・レムキー            | 両                     | J・スモルツJ・ロペスF・マグリフM・レムキーC・ジョーンズJ・ブラウザーA・ジョーンズM・グリッソムJ・ダイR・クレスコ | 2                        | 三                       | W・ボッグス              | 左                       | A・ペティットJ・レイリッツT・マルティ · ネスM・ダンカンW・ボッグスD・ジーターD・ストロベリーB・ウィリアムスP・オニールC・フィルダー |
| 3                      | 三                     | C・ジョーンズ          | 両                     | J・スモルツJ・ロペスF・マグリフM・レムキーC・ジョーンズJ・ブラウザーA・ジョーンズM・グリッソムJ・ダイR・クレスコ | 3                        | 中                       | B・ウィリアムス          | 両                       | A・ペティットJ・レイリッツT・マルティ · ネスM・ダンカンW・ボッグスD・ジーターD・ストロベリーB・ウィリアムスP・オニールC・フィルダー |
| 4                      | 一                     | F・マグリフ            | 左                     | J・スモルツJ・ロペスF・マグリフM・レムキーC・ジョーンズJ・ブラウザーA・ジョーンズM・グリッソムJ・ダイR・クレスコ | 4                        | 一                       | T・マルティネス          | 左                       | A・ペティットJ・レイリッツT・マルティ · ネスM・ダンカンW・ボッグスD・ジーターD・ストロベリーB・ウィリアムスP・オニールC・フィルダー |
| 5                      | 捕                     | J・ロペス              | 右                     | J・スモルツJ・ロペスF・マグリフM・レムキーC・ジョーンズJ・ブラウザーA・ジョーンズM・グリッソムJ・ダイR・クレスコ | 5                        | DH                       | C・フィルダー            | 右                       | A・ペティットJ・レイリッツT・マルティ · ネスM・ダンカンW・ボッグスD・ジーターD・ストロベリーB・ウィリアムスP・オニールC・フィルダー |
| 6                      | 右                     | J・ダイ                | 右                     | J・スモルツJ・ロペスF・マグリフM・レムキーC・ジョーンズJ・ブラウザーA・ジョーンズM・グリッソムJ・ダイR・クレスコ | 6                        | 左                       | D・ストロベリー          | 左                       | A・ペティットJ・レイリッツT・マルティ · ネスM・ダンカンW・ボッグスD・ジーターD・ストロベリーB・ウィリアムスP・オニールC・フィルダー |
| 7                      | 左                     | A・ジョーンズ          | 右                     | J・スモルツJ・ロペスF・マグリフM・レムキーC・ジョーンズJ・ブラウザーA・ジョーンズM・グリッソムJ・ダイR・クレスコ | 7                        | 右                       | P・オニール              | 左                       | A・ペティットJ・レイリッツT・マルティ · ネスM・ダンカンW・ボッグスD・ジーターD・ストロベリーB・ウィリアムスP・オニールC・フィルダー |
| 8                      | DH                     | R・クレスコ            | 左                     | J・スモルツJ・ロペスF・マグリフM・レムキーC・ジョーンズJ・ブラウザーA・ジョーンズM・グリッソムJ・ダイR・クレスコ | 8                        | 二                       | M・ダンカン              | 右                       | A・ペティットJ・レイリッツT・マルティ · ネスM・ダンカンW・ボッグスD・ジーターD・ストロベリーB・ウィリアムスP・オニールC・フィルダー |
| 9                      | 遊                     | J・ブラウザー          | 右                     | J・スモルツJ・ロペスF・マグリフM・レムキーC・ジョーンズJ・ブラウザーA・ジョーンズM・グリッソムJ・ダイR・クレスコ | 9                        | 捕                       | J・レイリッツ            | 右                       | A・ペティットJ・レイリッツT・マルティ · ネスM・ダンカンW・ボッグスD・ジーターD・ストロベリーB・ウィリアムスP・オニールC・フィルダー |
| 先発投手               | 先発投手               | 先発投手               | 投球                   | J・スモルツJ・ロペスF・マグリフM・レムキーC・ジョーンズJ・ブラウザーA・ジョーンズM・グリッソムJ・ダイR・クレスコ | 先発投手                 | 先発投手                 | 先発投手                 | 投球                     | A・ペティットJ・レイリッツT・マルティ · ネスM・ダンカンW・ボッグスD・ジーターD・ストロベリーB・ウィリアムスP・オニールC・フィルダー |
| J・スモルツ            | J・スモルツ            | J・スモルツ            | 右                     | J・スモルツJ・ロペスF・マグリフM・レムキーC・ジョーンズJ・ブラウザーA・ジョーンズM・グリッソムJ・ダイR・クレスコ | A・ペティット            | A・ペティット            | A・ペティット            | 左                       | A・ペティットJ・レイリッツT・マルティ · ネスM・ダンカンW・ボッグスD・ジーターD・ストロベリーB・ウィリアムスP・オニールC・フィルダー |

ブレーブスの7番アンドリュー・ジョーンズが、シリーズ初出場のこの試合で、2回表の第1打席と3回表の第2打席の2打席連続で本塁打を放った。A・ジョーンズは1977年4月23日生まれで、この試合時点では19歳6か月28日（180日）である。それまでのシリーズ最年少本塁打記録は20歳11か月16日（352日）で、ミッキー・マントルが1952年シリーズ第6戦で樹立したものだったが、A・ジョーンズはこれを更新した。奇しくもこの10月20日は、マントルの誕生日だった。また、シリーズ初打席からの2打席連続本塁打は、1972年のジーン・テナスに次いで史上2人目である。さらにA・ジョーンズは、6回表の第3打席でも三塁への内野安打で出塁した。ティーンエイジのうちにシリーズ1試合3安打を達成したのも史上2人目で、こちらは1924年のフレディ・リンドストロム以来である。A・ジョーンズの3安打5打点の活躍もあり、ブレーブスは12－1の大勝を収めた。この試合はヤンキースにとっては、シリーズ史上最悪の大敗だった。

### 第2戦 10月21日
- ヤンキー・スタジアム（ニューヨーク州ニューヨーク市ブロンクス区）

|                          | 1 | 2 | 3 | 4 | 5 | 6 | 7 | 8 | 9 | R | H  | E |
| ------------------------ | - | - | - | - | - | - | - | - | - | - | -- | - |
| アトランタ・ブレーブス   | 1 | 0 | 1 | 0 | 1 | 1 | 0 | 0 | 0 | 4 | 10 | 0 |
| ニューヨーク・ヤンキース | 0 | 0 | 0 | 0 | 0 | 0 | 0 | 0 | 0 | 0 | 7  | 1 |

1. 勝利：グレッグ・マダックス（1勝）
2. 敗戦：ジミー・キー（1敗）
3. 審判
［球審］テリー・テイタ（NL）
［塁審］一塁: ティム・ウェルキー（AL）、二塁: スティーブ・リプリー（NL）、三塁: ラリー・ヤング（AL）
［外審］左翼: ジェリー・デービス（NL）、右翼: ジム・エバンス（AL）
4. 試合開始時刻: 東部夏時間（UTC-4）午後7時8分  試合時間: 2時間44分  観客: 5万6340人  気温: 55°F（12.8°C）
詳細: MLB.com Gameday / Baseball-Reference.com

| アトランタ・ブレーブス | アトランタ・ブレーブス | アトランタ・ブレーブス | アトランタ・ブレーブス | アトランタ・ブレーブス                                                                                                 | ニューヨーク・ヤンキース | ニューヨーク・ヤンキース | ニューヨーク・ヤンキース | ニューヨーク・ヤンキース | ニューヨーク・ヤンキース                                                                                                  |
| ---------------------- | ---------------------- | ---------------------- | ---------------------- | --- | ------------------------ | ------------------------ | ------------------------ | ------------------------ | --- |
| 打順                   | 守備                   | 選手                   | 打席                   | G・マダックスJ・ロペスF・マグリフM・レムキーC・ジョーンズJ・ブラウザーA・ジョーンズM・グリッソムJ・ダイT・ペンドルトン | 打順                     | 守備                     | 選手                     | 打席                     | J・キーJ・ジラルディT・マルティ · ネスM・ダンカンW・ボッグスD・ジーターT・レインズB・ウィリアムスP・オニールC・フィルダー |
| 1                      | 中                     | M・グリッソム          | 右                     | G・マダックスJ・ロペスF・マグリフM・レムキーC・ジョーンズJ・ブラウザーA・ジョーンズM・グリッソムJ・ダイT・ペンドルトン | 1                        | 左                       | T・レインズ              | 両                       | J・キーJ・ジラルディT・マルティ · ネスM・ダンカンW・ボッグスD・ジーターT・レインズB・ウィリアムスP・オニールC・フィルダー |
| 2                      | 二                     | M・レムキー            | 両                     | G・マダックスJ・ロペスF・マグリフM・レムキーC・ジョーンズJ・ブラウザーA・ジョーンズM・グリッソムJ・ダイT・ペンドルトン | 2                        | 三                       | W・ボッグス              | 左                       | J・キーJ・ジラルディT・マルティ · ネスM・ダンカンW・ボッグスD・ジーターT・レインズB・ウィリアムスP・オニールC・フィルダー |
| 3                      | 三                     | C・ジョーンズ          | 両                     | G・マダックスJ・ロペスF・マグリフM・レムキーC・ジョーンズJ・ブラウザーA・ジョーンズM・グリッソムJ・ダイT・ペンドルトン | 3                        | 中                       | B・ウィリアムス          | 両                       | J・キーJ・ジラルディT・マルティ · ネスM・ダンカンW・ボッグスD・ジーターT・レインズB・ウィリアムスP・オニールC・フィルダー |
| 4                      | 一                     | F・マグリフ            | 左                     | G・マダックスJ・ロペスF・マグリフM・レムキーC・ジョーンズJ・ブラウザーA・ジョーンズM・グリッソムJ・ダイT・ペンドルトン | 4                        | 一                       | T・マルティネス          | 左                       | J・キーJ・ジラルディT・マルティ · ネスM・ダンカンW・ボッグスD・ジーターT・レインズB・ウィリアムスP・オニールC・フィルダー |
| 5                      | 捕                     | J・ロペス              | 右                     | G・マダックスJ・ロペスF・マグリフM・レムキーC・ジョーンズJ・ブラウザーA・ジョーンズM・グリッソムJ・ダイT・ペンドルトン | 5                        | DH                       | C・フィルダー            | 右                       | J・キーJ・ジラルディT・マルティ · ネスM・ダンカンW・ボッグスD・ジーターT・レインズB・ウィリアムスP・オニールC・フィルダー |
| 6                      | 右                     | J・ダイ                | 右                     | G・マダックスJ・ロペスF・マグリフM・レムキーC・ジョーンズJ・ブラウザーA・ジョーンズM・グリッソムJ・ダイT・ペンドルトン | 6                        | 右                       | P・オニール              | 左                       | J・キーJ・ジラルディT・マルティ · ネスM・ダンカンW・ボッグスD・ジーターT・レインズB・ウィリアムスP・オニールC・フィルダー |
| 7                      | 左                     | A・ジョーンズ          | 右                     | G・マダックスJ・ロペスF・マグリフM・レムキーC・ジョーンズJ・ブラウザーA・ジョーンズM・グリッソムJ・ダイT・ペンドルトン | 7                        | 二                       | M・ダンカン              | 右                       | J・キーJ・ジラルディT・マルティ · ネスM・ダンカンW・ボッグスD・ジーターT・レインズB・ウィリアムスP・オニールC・フィルダー |
| 8                      | DH                     | T・ペンドルトン        | 両                     | G・マダックスJ・ロペスF・マグリフM・レムキーC・ジョーンズJ・ブラウザーA・ジョーンズM・グリッソムJ・ダイT・ペンドルトン | 8                        | 捕                       | J・ジラルディ            | 右                       | J・キーJ・ジラルディT・マルティ · ネスM・ダンカンW・ボッグスD・ジーターT・レインズB・ウィリアムスP・オニールC・フィルダー |
| 9                      | 遊                     | J・ブラウザー          | 右                     | G・マダックスJ・ロペスF・マグリフM・レムキーC・ジョーンズJ・ブラウザーA・ジョーンズM・グリッソムJ・ダイT・ペンドルトン | 9                        | 遊                       | D・ジーター              | 右                       | J・キーJ・ジラルディT・マルティ · ネスM・ダンカンW・ボッグスD・ジーターT・レインズB・ウィリアムスP・オニールC・フィルダー |
| 先発投手               | 先発投手               | 先発投手               | 投球                   | G・マダックスJ・ロペスF・マグリフM・レムキーC・ジョーンズJ・ブラウザーA・ジョーンズM・グリッソムJ・ダイT・ペンドルトン | 先発投手                 | 先発投手                 | 先発投手                 | 投球                     | J・キーJ・ジラルディT・マルティ · ネスM・ダンカンW・ボッグスD・ジーターT・レインズB・ウィリアムスP・オニールC・フィルダー |
| G・マダックス          | G・マダックス          | G・マダックス          | 右                     | G・マダックスJ・ロペスF・マグリフM・レムキーC・ジョーンズJ・ブラウザーA・ジョーンズM・グリッソムJ・ダイT・ペンドルトン | J・キー                  | J・キー                  | J・キー                  | 左                       | J・キーJ・ジラルディT・マルティ · ネスM・ダンカンW・ボッグスD・ジーターT・レインズB・ウィリアムスP・オニールC・フィルダー |

### 第3戦 10月22日
- アトランタ・フルトン・カウンティ・スタジアム（ジョージア州アトランタ）

|                          | 1 | 2 | 3 | 4 | 5 | 6 | 7 | 8 | 9 | R | H | E |
| ------------------------ | - | - | - | - | - | - | - | - | - | - | - | - |
| ニューヨーク・ヤンキース | 1 | 0 | 0 | 1 | 0 | 0 | 0 | 3 | 0 | 5 | 8 | 1 |
| アトランタ・ブレーブス   | 0 | 0 | 0 | 0 | 0 | 1 | 0 | 1 | 0 | 2 | 6 | 1 |

1. 勝利：デビッド・コーン（1勝）
2. セーブ：ジョン・ウェッテランド（1S）
3. 敗戦：トム・グラビン（1敗）
4. 本塁打
NYY：バーニー・ウィリアムス1号2ラン
5. 審判
［球審］ティム・ウェルキー（AL）
［塁審］一塁: スティーブ・リプリー（NL）、二塁: ラリー・ヤング（AL）、三塁: ジェリー・デービス（NL）
［外審］左翼: ジム・エバンス（AL）、右翼: テリー・テイタ（NL）
6. 試合開始時刻: 東部夏時間（UTC-4）午後8時8分  試合時間: 3時間22分  観客: 5万1843人  気温: 70°F（21.1°C）
詳細: MLB.com Gameday / Baseball-Reference.com

| ニューヨーク・ヤンキース | ニューヨーク・ヤンキース | ニューヨーク・ヤンキース | ニューヨーク・ヤンキース | ニューヨーク・ヤンキース                                                                                            | アトランタ・ブレーブス | アトランタ・ブレーブス | アトランタ・ブレーブス | アトランタ・ブレーブス | アトランタ・ブレーブス                                                                                            |
| ------------------------ | ------------------------ | ------------------------ | ------------------------ | --- | ---------------------- | ---------------------- | ---------------------- | ---------------------- | --- |
| 打順                     | 守備                     | 選手                     | 打席                     | D・コーンJ・ジラルディC・フィルダーM・ダンカンC・ヘイズD・ジーターT・レインズB・ウィリアムスD・ストロベリー（なし） | 打順                   | 守備                   | 選手                   | 打席                   | T・グラビンJ・ロペスF・マグリフM・レムキーC・ジョーンズJ・ブラウザーR・クレスコM・グリッソムA・ジョーンズ（なし） |
| 1                        | 左                       | T・レインズ              | 両                       | D・コーンJ・ジラルディC・フィルダーM・ダンカンC・ヘイズD・ジーターT・レインズB・ウィリアムスD・ストロベリー（なし） | 1                      | 中                     | M・グリッソム          | 右                     | T・グラビンJ・ロペスF・マグリフM・レムキーC・ジョーンズJ・ブラウザーR・クレスコM・グリッソムA・ジョーンズ（なし） |
| 2                        | 遊                       | D・ジーター              | 右                       | D・コーンJ・ジラルディC・フィルダーM・ダンカンC・ヘイズD・ジーターT・レインズB・ウィリアムスD・ストロベリー（なし） | 2                      | 二                     | M・レムキー            | 両                     | T・グラビンJ・ロペスF・マグリフM・レムキーC・ジョーンズJ・ブラウザーR・クレスコM・グリッソムA・ジョーンズ（なし） |
| 3                        | 中                       | B・ウィリアムス          | 両                       | D・コーンJ・ジラルディC・フィルダーM・ダンカンC・ヘイズD・ジーターT・レインズB・ウィリアムスD・ストロベリー（なし） | 3                      | 三                     | C・ジョーンズ          | 両                     | T・グラビンJ・ロペスF・マグリフM・レムキーC・ジョーンズJ・ブラウザーR・クレスコM・グリッソムA・ジョーンズ（なし） |
| 4                        | 一                       | C・フィルダー            | 右                       | D・コーンJ・ジラルディC・フィルダーM・ダンカンC・ヘイズD・ジーターT・レインズB・ウィリアムスD・ストロベリー（なし） | 4                      | 一                     | F・マグリフ            | 左                     | T・グラビンJ・ロペスF・マグリフM・レムキーC・ジョーンズJ・ブラウザーR・クレスコM・グリッソムA・ジョーンズ（なし） |
| 5                        | 三                       | C・ヘイズ                | 右                       | D・コーンJ・ジラルディC・フィルダーM・ダンカンC・ヘイズD・ジーターT・レインズB・ウィリアムスD・ストロベリー（なし） | 5                      | 左                     | R・クレスコ            | 左                     | T・グラビンJ・ロペスF・マグリフM・レムキーC・ジョーンズJ・ブラウザーR・クレスコM・グリッソムA・ジョーンズ（なし） |
| 6                        | 右                       | D・ストロベリー          | 左                       | D・コーンJ・ジラルディC・フィルダーM・ダンカンC・ヘイズD・ジーターT・レインズB・ウィリアムスD・ストロベリー（なし） | 6                      | 捕                     | J・ロペス              | 右                     | T・グラビンJ・ロペスF・マグリフM・レムキーC・ジョーンズJ・ブラウザーR・クレスコM・グリッソムA・ジョーンズ（なし） |
| 7                        | 二                       | M・ダンカン              | 右                       | D・コーンJ・ジラルディC・フィルダーM・ダンカンC・ヘイズD・ジーターT・レインズB・ウィリアムスD・ストロベリー（なし） | 7                      | 右                     | A・ジョーンズ          | 右                     | T・グラビンJ・ロペスF・マグリフM・レムキーC・ジョーンズJ・ブラウザーR・クレスコM・グリッソムA・ジョーンズ（なし） |
| 8                        | 捕                       | J・ジラルディ            | 右                       | D・コーンJ・ジラルディC・フィルダーM・ダンカンC・ヘイズD・ジーターT・レインズB・ウィリアムスD・ストロベリー（なし） | 8                      | 遊                     | J・ブラウザー          | 右                     | T・グラビンJ・ロペスF・マグリフM・レムキーC・ジョーンズJ・ブラウザーR・クレスコM・グリッソムA・ジョーンズ（なし） |
| 9                        | 投                       | D・コーン                | 左                       | D・コーンJ・ジラルディC・フィルダーM・ダンカンC・ヘイズD・ジーターT・レインズB・ウィリアムスD・ストロベリー（なし） | 9                      | 投                     | T・グラビン            | 左                     | T・グラビンJ・ロペスF・マグリフM・レムキーC・ジョーンズJ・ブラウザーR・クレスコM・グリッソムA・ジョーンズ（なし） |
| 先発投手                 | 先発投手                 | 先発投手                 | 投球                     | D・コーンJ・ジラルディC・フィルダーM・ダンカンC・ヘイズD・ジーターT・レインズB・ウィリアムスD・ストロベリー（なし） | 先発投手               | 先発投手               | 先発投手               | 投球                   | T・グラビンJ・ロペスF・マグリフM・レムキーC・ジョーンズJ・ブラウザーR・クレスコM・グリッソムA・ジョーンズ（なし） |
| D・コーン                | D・コーン                | D・コーン                | 右                       | D・コーンJ・ジラルディC・フィルダーM・ダンカンC・ヘイズD・ジーターT・レインズB・ウィリアムスD・ストロベリー（なし） | T・グラビン            | T・グラビン            | T・グラビン            | 左                     | T・グラビンJ・ロペスF・マグリフM・レムキーC・ジョーンズJ・ブラウザーR・クレスコM・グリッソムA・ジョーンズ（なし） |

### 第4戦 10月23日
- アトランタ・フルトン・カウンティ・スタジアム（ジョージア州アトランタ）

|                          | 1 | 2 | 3 | 4 | 5 | 6 | 7 | 8 | 9 | 10 | R | H  | E |
| ------------------------ | - | - | - | - | - | - | - | - | - | -- | - | -- | - |
| ニューヨーク・ヤンキース | 0 | 0 | 0 | 0 | 0 | 3 | 0 | 3 | 0 | 2  | 8 | 12 | 0 |
| アトランタ・ブレーブス   | 0 | 4 | 1 | 0 | 1 | 0 | 0 | 0 | 0 | 0  | 6 | 9  | 2 |

1. 勝利：グレアム・ロイド（1勝）
2. セーブ：ジョン・ウェッテランド（2S）
3. 敗戦：スティーブ・エイベリー（1敗）
4. 本塁打
NYY：ジム・レイリッツ1号3ラン
ATL：フレッド・マグリフ2号ソロ
5. 審判
［球審］スティーブ・リプリー（NL）
［塁審］一塁: ラリー・ヤング（AL）、二塁: ジェリー・デービス（NL）、三塁: ジム・エバンス（AL）
［外審］左翼: テリー・テイタ（NL）、右翼: ティム・ウェルキー（AL）
6. 試合開始時刻: 東部夏時間（UTC-4）午後8時8分  試合時間: 4時間17分  観客: 5万1881人
詳細: MLB.com Gameday / Baseball-Reference.com

| ニューヨーク・ヤンキース | ニューヨーク・ヤンキース | ニューヨーク・ヤンキース | ニューヨーク・ヤンキース | ニューヨーク・ヤンキース                                                                                                | アトランタ・ブレーブス | アトランタ・ブレーブス | アトランタ・ブレーブス | アトランタ・ブレーブス | アトランタ・ブレーブス                                                                                        |
| ------------------------ | ------------------------ | ------------------------ | ------------------------ | --- | ---------------------- | ---------------------- | ---------------------- | ---------------------- | --- |
| 打順                     | 守備                     | 選手                     | 打席                     | K・ロジャースJ・ジラルディC・フィルダーM・ダンカンC・ヘイズD・ジーターT・レインズB・ウィリアムスD・ストロベリー（なし） | 打順                   | 守備                   | 選手                   | 打席                   | D・ネーグルJ・ロペスF・マグリフM・レムキーC・ジョーンズJ・ブラウザーA・ジョーンズM・グリッソムJ・ダイ（なし） |
| 1                        | 左                       | T・レインズ              | 両                       | K・ロジャースJ・ジラルディC・フィルダーM・ダンカンC・ヘイズD・ジーターT・レインズB・ウィリアムスD・ストロベリー（なし） | 1                      | 中                     | M・グリッソム          | 右                     | D・ネーグルJ・ロペスF・マグリフM・レムキーC・ジョーンズJ・ブラウザーA・ジョーンズM・グリッソムJ・ダイ（なし） |
| 2                        | 遊                       | D・ジーター              | 右                       | K・ロジャースJ・ジラルディC・フィルダーM・ダンカンC・ヘイズD・ジーターT・レインズB・ウィリアムスD・ストロベリー（なし） | 2                      | 二                     | M・レムキー            | 両                     | D・ネーグルJ・ロペスF・マグリフM・レムキーC・ジョーンズJ・ブラウザーA・ジョーンズM・グリッソムJ・ダイ（なし） |
| 3                        | 中                       | B・ウィリアムス          | 両                       | K・ロジャースJ・ジラルディC・フィルダーM・ダンカンC・ヘイズD・ジーターT・レインズB・ウィリアムスD・ストロベリー（なし） | 3                      | 三                     | C・ジョーンズ          | 両                     | D・ネーグルJ・ロペスF・マグリフM・レムキーC・ジョーンズJ・ブラウザーA・ジョーンズM・グリッソムJ・ダイ（なし） |
| 4                        | 一                       | C・フィルダー            | 右                       | K・ロジャースJ・ジラルディC・フィルダーM・ダンカンC・ヘイズD・ジーターT・レインズB・ウィリアムスD・ストロベリー（なし） | 4                      | 一                     | F・マグリフ            | 左                     | D・ネーグルJ・ロペスF・マグリフM・レムキーC・ジョーンズJ・ブラウザーA・ジョーンズM・グリッソムJ・ダイ（なし） |
| 5                        | 三                       | C・ヘイズ                | 右                       | K・ロジャースJ・ジラルディC・フィルダーM・ダンカンC・ヘイズD・ジーターT・レインズB・ウィリアムスD・ストロベリー（なし） | 5                      | 捕                     | J・ロペス              | 右                     | D・ネーグルJ・ロペスF・マグリフM・レムキーC・ジョーンズJ・ブラウザーA・ジョーンズM・グリッソムJ・ダイ（なし） |
| 6                        | 右                       | D・ストロベリー          | 左                       | K・ロジャースJ・ジラルディC・フィルダーM・ダンカンC・ヘイズD・ジーターT・レインズB・ウィリアムスD・ストロベリー（なし） | 6                      | 左                     | A・ジョーンズ          | 右                     | D・ネーグルJ・ロペスF・マグリフM・レムキーC・ジョーンズJ・ブラウザーA・ジョーンズM・グリッソムJ・ダイ（なし） |
| 7                        | 二                       | M・ダンカン              | 右                       | K・ロジャースJ・ジラルディC・フィルダーM・ダンカンC・ヘイズD・ジーターT・レインズB・ウィリアムスD・ストロベリー（なし） | 7                      | 右                     | J・ダイ                | 右                     | D・ネーグルJ・ロペスF・マグリフM・レムキーC・ジョーンズJ・ブラウザーA・ジョーンズM・グリッソムJ・ダイ（なし） |
| 8                        | 捕                       | J・ジラルディ            | 右                       | K・ロジャースJ・ジラルディC・フィルダーM・ダンカンC・ヘイズD・ジーターT・レインズB・ウィリアムスD・ストロベリー（なし） | 8                      | 遊                     | J・ブラウザー          | 右                     | D・ネーグルJ・ロペスF・マグリフM・レムキーC・ジョーンズJ・ブラウザーA・ジョーンズM・グリッソムJ・ダイ（なし） |
| 9                        | 投                       | K・ロジャース            | 左                       | K・ロジャースJ・ジラルディC・フィルダーM・ダンカンC・ヘイズD・ジーターT・レインズB・ウィリアムスD・ストロベリー（なし） | 9                      | 投                     | D・ネーグル            | 左                     | D・ネーグルJ・ロペスF・マグリフM・レムキーC・ジョーンズJ・ブラウザーA・ジョーンズM・グリッソムJ・ダイ（なし） |
| 先発投手                 | 先発投手                 | 先発投手                 | 投球                     | K・ロジャースJ・ジラルディC・フィルダーM・ダンカンC・ヘイズD・ジーターT・レインズB・ウィリアムスD・ストロベリー（なし） | 先発投手               | 先発投手               | 先発投手               | 投球                   | D・ネーグルJ・ロペスF・マグリフM・レムキーC・ジョーンズJ・ブラウザーA・ジョーンズM・グリッソムJ・ダイ（なし） |
| K・ロジャース            | K・ロジャース            | K・ロジャース            | 左                       | K・ロジャースJ・ジラルディC・フィルダーM・ダンカンC・ヘイズD・ジーターT・レインズB・ウィリアムスD・ストロベリー（なし） | D・ネーグル            | D・ネーグル            | D・ネーグル            | 左                     | D・ネーグルJ・ロペスF・マグリフM・レムキーC・ジョーンズJ・ブラウザーA・ジョーンズM・グリッソムJ・ダイ（なし） |

### 第5戦 10月24日
- アトランタ・フルトン・カウンティ・スタジアム（ジョージア州アトランタ）

|                          | 1 | 2 | 3 | 4 | 5 | 6 | 7 | 8 | 9 | R | H | E |
| ------------------------ | - | - | - | - | - | - | - | - | - | - | - | - |
| ニューヨーク・ヤンキース | 0 | 0 | 0 | 1 | 0 | 0 | 0 | 0 | 0 | 1 | 4 | 1 |
| アトランタ・ブレーブス   | 0 | 0 | 0 | 0 | 0 | 0 | 0 | 0 | 0 | 0 | 5 | 1 |

1. 勝利：アンディ・ペティット（1勝1敗）
2. セーブ：ジョン・ウェッテランド（3S）
3. 敗戦：ジョン・スモルツ（1勝1敗）
4. 審判
［球審］ラリー・ヤング（AL）
［塁審］一塁: ジェリー・デービス（NL）、二塁: ジム・エバンス（AL）、三塁: テリー・テイタ（NL）
［外審］左翼: ティム・ウェルキー（AL）、右翼: スティーブ・リプリー（NL）
5. 試合開始時刻: 東部夏時間（UTC-4）午後8時8分  試合時間: 2時間54分  観客: 5万1881人  気温: 65°F（18.3°C）
詳細: MLB.com Gameday / Baseball-Reference.com

| ニューヨーク・ヤンキース | ニューヨーク・ヤンキース | ニューヨーク・ヤンキース | ニューヨーク・ヤンキース | ニューヨーク・ヤンキース                                                                                                | アトランタ・ブレーブス | アトランタ・ブレーブス | アトランタ・ブレーブス | アトランタ・ブレーブス | アトランタ・ブレーブス                                                                                        |
| ------------------------ | ------------------------ | ------------------------ | ------------------------ | --- | ---------------------- | ---------------------- | ---------------------- | ---------------------- | --- |
| 打順                     | 守備                     | 選手                     | 打席                     | A・ペティットJ・レイリッツC・フィルダーM・ダンカンC・ヘイズD・ジーターD・ストロベリーB・ウィリアムスP・オニール（なし） | 打順                   | 守備                   | 選手                   | 打席                   | J・スモルツJ・ロペスF・マグリフM・レムキーC・ジョーンズJ・ブラウザーA・ジョーンズM・グリッソムJ・ダイ（なし） |
| 1                        | 遊                       | D・ジーター              | 右                       | A・ペティットJ・レイリッツC・フィルダーM・ダンカンC・ヘイズD・ジーターD・ストロベリーB・ウィリアムスP・オニール（なし） | 1                      | 中                     | M・グリッソム          | 右                     | J・スモルツJ・ロペスF・マグリフM・レムキーC・ジョーンズJ・ブラウザーA・ジョーンズM・グリッソムJ・ダイ（なし） |
| 2                        | 三                       | C・ヘイズ                | 右                       | A・ペティットJ・レイリッツC・フィルダーM・ダンカンC・ヘイズD・ジーターD・ストロベリーB・ウィリアムスP・オニール（なし） | 2                      | 二                     | M・レムキー            | 両                     | J・スモルツJ・ロペスF・マグリフM・レムキーC・ジョーンズJ・ブラウザーA・ジョーンズM・グリッソムJ・ダイ（なし） |
| 3                        | 中                       | B・ウィリアムス          | 両                       | A・ペティットJ・レイリッツC・フィルダーM・ダンカンC・ヘイズD・ジーターD・ストロベリーB・ウィリアムスP・オニール（なし） | 3                      | 三                     | C・ジョーンズ          | 両                     | J・スモルツJ・ロペスF・マグリフM・レムキーC・ジョーンズJ・ブラウザーA・ジョーンズM・グリッソムJ・ダイ（なし） |
| 4                        | 一                       | C・フィルダー            | 右                       | A・ペティットJ・レイリッツC・フィルダーM・ダンカンC・ヘイズD・ジーターD・ストロベリーB・ウィリアムスP・オニール（なし） | 4                      | 一                     | F・マグリフ            | 左                     | J・スモルツJ・ロペスF・マグリフM・レムキーC・ジョーンズJ・ブラウザーA・ジョーンズM・グリッソムJ・ダイ（なし） |
| 5                        | 左                       | D・ストロベリー          | 左                       | A・ペティットJ・レイリッツC・フィルダーM・ダンカンC・ヘイズD・ジーターD・ストロベリーB・ウィリアムスP・オニール（なし） | 5                      | 捕                     | J・ロペス              | 右                     | J・スモルツJ・ロペスF・マグリフM・レムキーC・ジョーンズJ・ブラウザーA・ジョーンズM・グリッソムJ・ダイ（なし） |
| 6                        | 右                       | P・オニール              | 左                       | A・ペティットJ・レイリッツC・フィルダーM・ダンカンC・ヘイズD・ジーターD・ストロベリーB・ウィリアムスP・オニール（なし） | 6                      | 左                     | A・ジョーンズ          | 右                     | J・スモルツJ・ロペスF・マグリフM・レムキーC・ジョーンズJ・ブラウザーA・ジョーンズM・グリッソムJ・ダイ（なし） |
| 7                        | 二                       | M・ダンカン              | 右                       | A・ペティットJ・レイリッツC・フィルダーM・ダンカンC・ヘイズD・ジーターD・ストロベリーB・ウィリアムスP・オニール（なし） | 7                      | 右                     | J・ダイ                | 右                     | J・スモルツJ・ロペスF・マグリフM・レムキーC・ジョーンズJ・ブラウザーA・ジョーンズM・グリッソムJ・ダイ（なし） |
| 8                        | 捕                       | J・レイリッツ            | 右                       | A・ペティットJ・レイリッツC・フィルダーM・ダンカンC・ヘイズD・ジーターD・ストロベリーB・ウィリアムスP・オニール（なし） | 8                      | 遊                     | J・ブラウザー          | 右                     | J・スモルツJ・ロペスF・マグリフM・レムキーC・ジョーンズJ・ブラウザーA・ジョーンズM・グリッソムJ・ダイ（なし） |
| 9                        | 投                       | A・ペティット            | 左                       | A・ペティットJ・レイリッツC・フィルダーM・ダンカンC・ヘイズD・ジーターD・ストロベリーB・ウィリアムスP・オニール（なし） | 9                      | 投                     | J・スモルツ            | 右                     | J・スモルツJ・ロペスF・マグリフM・レムキーC・ジョーンズJ・ブラウザーA・ジョーンズM・グリッソムJ・ダイ（なし） |
| 先発投手                 | 先発投手                 | 先発投手                 | 投球                     | A・ペティットJ・レイリッツC・フィルダーM・ダンカンC・ヘイズD・ジーターD・ストロベリーB・ウィリアムスP・オニール（なし） | 先発投手               | 先発投手               | 先発投手               | 投球                   | J・スモルツJ・ロペスF・マグリフM・レムキーC・ジョーンズJ・ブラウザーA・ジョーンズM・グリッソムJ・ダイ（なし） |
| A・ペティット            | A・ペティット            | A・ペティット            | 左                       | A・ペティットJ・レイリッツC・フィルダーM・ダンカンC・ヘイズD・ジーターD・ストロベリーB・ウィリアムスP・オニール（なし） | J・スモルツ            | J・スモルツ            | J・スモルツ            | 右                     | J・スモルツJ・ロペスF・マグリフM・レムキーC・ジョーンズJ・ブラウザーA・ジョーンズM・グリッソムJ・ダイ（なし） |

### 第6戦 10月26日
- ヤンキー・スタジアム（ニューヨーク州ニューヨーク市ブロンクス区）

|                          | 1 | 2 | 3 | 4 | 5 | 6 | 7 | 8 | 9 | R | H | E |
| ------------------------ | - | - | - | - | - | - | - | - | - | - | - | - |
| アトランタ・ブレーブス   | 0 | 0 | 0 | 1 | 0 | 0 | 0 | 0 | 1 | 2 | 8 | 0 |
| ニューヨーク・ヤンキース | 0 | 0 | 3 | 0 | 0 | 0 | 0 | 0 | X | 3 | 8 | 1 |

1. 勝利：ジミー・キー（1勝1敗）
2. セーブ：ジョン・ウェッテランド（4S）
3. 敗戦：グレッグ・マダックス（1勝1敗）
4. 審判
［球審］ジェリー・デービス（NL）
［塁審］一塁: ジム・エバンス（AL）、二塁: テリー・テイタ（NL）、三塁: ティム・ウェルキー（AL）
［外審］左翼: スティーブ・リプリー（NL）、右翼: ラリー・ヤング（AL）
5. 試合開始時刻: 東部夏時間（UTC-4）午後8時2分  試合時間: 2時間52分  観客: 5万6375人  気温: 57°F（13.9°C）
詳細: MLB.com Gameday / Baseball-Reference.com

| アトランタ・ブレーブス | アトランタ・ブレーブス | アトランタ・ブレーブス | アトランタ・ブレーブス | アトランタ・ブレーブス                                                                                                 | ニューヨーク・ヤンキース | ニューヨーク・ヤンキース | ニューヨーク・ヤンキース | ニューヨーク・ヤンキース | ニューヨーク・ヤンキース |
| ---------------------- | ---------------------- | ---------------------- | ---------------------- | --- | ------------------------ | ------------------------ | ------------------------ | ------------------------ | --- |
| 打順                   | 守備                   | 選手                   | 打席                   | G・マダックスJ・ロペスF・マグリフM・レムキーC・ジョーンズJ・ブラウザーA・ジョーンズM・グリッソムJ・ダイT・ペンドルトン | 打順                     | 守備                     | 選手                     | 打席                     | J・キーJ・ジラルディT・マルティ · ネスM・ダンカンW・ボッグスD・ジーターD・ストロベリーB・ウィリアムスP・オニールC・フィルダー |
| 1                      | 中                     | M・グリッソム          | 右                     | G・マダックスJ・ロペスF・マグリフM・レムキーC・ジョーンズJ・ブラウザーA・ジョーンズM・グリッソムJ・ダイT・ペンドルトン | 1                        | 遊                       | D・ジーター              | 右                       | J・キーJ・ジラルディT・マルティ · ネスM・ダンカンW・ボッグスD・ジーターD・ストロベリーB・ウィリアムスP・オニールC・フィルダー |
| 2                      | 二                     | M・レムキー            | 両                     | G・マダックスJ・ロペスF・マグリフM・レムキーC・ジョーンズJ・ブラウザーA・ジョーンズM・グリッソムJ・ダイT・ペンドルトン | 2                        | 三                       | W・ボッグス              | 左                       | J・キーJ・ジラルディT・マルティ · ネスM・ダンカンW・ボッグスD・ジーターD・ストロベリーB・ウィリアムスP・オニールC・フィルダー |
| 3                      | 三                     | C・ジョーンズ          | 両                     | G・マダックスJ・ロペスF・マグリフM・レムキーC・ジョーンズJ・ブラウザーA・ジョーンズM・グリッソムJ・ダイT・ペンドルトン | 3                        | 中                       | B・ウィリアムス          | 両                       | J・キーJ・ジラルディT・マルティ · ネスM・ダンカンW・ボッグスD・ジーターD・ストロベリーB・ウィリアムスP・オニールC・フィルダー |
| 4                      | 一                     | F・マグリフ            | 左                     | G・マダックスJ・ロペスF・マグリフM・レムキーC・ジョーンズJ・ブラウザーA・ジョーンズM・グリッソムJ・ダイT・ペンドルトン | 4                        | DH                       | C・フィルダー            | 右                       | J・キーJ・ジラルディT・マルティ · ネスM・ダンカンW・ボッグスD・ジーターD・ストロベリーB・ウィリアムスP・オニールC・フィルダー |
| 5                      | 捕                     | J・ロペス              | 右                     | G・マダックスJ・ロペスF・マグリフM・レムキーC・ジョーンズJ・ブラウザーA・ジョーンズM・グリッソムJ・ダイT・ペンドルトン | 5                        | 一                       | T・マルティネス          | 左                       | J・キーJ・ジラルディT・マルティ · ネスM・ダンカンW・ボッグスD・ジーターD・ストロベリーB・ウィリアムスP・オニールC・フィルダー |
| 6                      | 左                     | A・ジョーンズ          | 右                     | G・マダックスJ・ロペスF・マグリフM・レムキーC・ジョーンズJ・ブラウザーA・ジョーンズM・グリッソムJ・ダイT・ペンドルトン | 6                        | 左                       | D・ストロベリー          | 左                       | J・キーJ・ジラルディT・マルティ · ネスM・ダンカンW・ボッグスD・ジーターD・ストロベリーB・ウィリアムスP・オニールC・フィルダー |
| 7                      | 右                     | J・ダイ                | 右                     | G・マダックスJ・ロペスF・マグリフM・レムキーC・ジョーンズJ・ブラウザーA・ジョーンズM・グリッソムJ・ダイT・ペンドルトン | 7                        | 右                       | P・オニール              | 左                       | J・キーJ・ジラルディT・マルティ · ネスM・ダンカンW・ボッグスD・ジーターD・ストロベリーB・ウィリアムスP・オニールC・フィルダー |
| 8                      | DH                     | T・ペンドルトン        | 両                     | G・マダックスJ・ロペスF・マグリフM・レムキーC・ジョーンズJ・ブラウザーA・ジョーンズM・グリッソムJ・ダイT・ペンドルトン | 8                        | 二                       | M・ダンカン              | 右                       | J・キーJ・ジラルディT・マルティ · ネスM・ダンカンW・ボッグスD・ジーターD・ストロベリーB・ウィリアムスP・オニールC・フィルダー |
| 9                      | 遊                     | J・ブラウザー          | 右                     | G・マダックスJ・ロペスF・マグリフM・レムキーC・ジョーンズJ・ブラウザーA・ジョーンズM・グリッソムJ・ダイT・ペンドルトン | 9                        | 捕                       | J・ジラルディ            | 右                       | J・キーJ・ジラルディT・マルティ · ネスM・ダンカンW・ボッグスD・ジーターD・ストロベリーB・ウィリアムスP・オニールC・フィルダー |
| 先発投手               | 先発投手               | 先発投手               | 投球                   | G・マダックスJ・ロペスF・マグリフM・レムキーC・ジョーンズJ・ブラウザーA・ジョーンズM・グリッソムJ・ダイT・ペンドルトン | 先発投手                 | 先発投手                 | 先発投手                 | 投球                     | J・キーJ・ジラルディT・マルティ · ネスM・ダンカンW・ボッグスD・ジーターD・ストロベリーB・ウィリアムスP・オニールC・フィルダー |
| G・マダックス          | G・マダックス          | G・マダックス          | 右                     | G・マダックスJ・ロペスF・マグリフM・レムキーC・ジョーンズJ・ブラウザーA・ジョーンズM・グリッソムJ・ダイT・ペンドルトン | J・キー                  | J・キー                  | J・キー                  | 左                       | J・キーJ・ジラルディT・マルティ · ネスM・ダンカンW・ボッグスD・ジーターD・ストロベリーB・ウィリアムスP・オニールC・フィルダー |